# Farballes
Farballes es una villa española, perteneciente al municipio de Valdevimbre, en la provincia de León y la comarca del Páramo Leonés, en la comunidad autónoma de Castilla y León. Tiene una población de 3 habitantes (INE 2022).

## Localización
Situado cerca del arroyo del Prado, afluente del río Esla.
Los terrenos de Farballes limitan con San Cibrián al norte, Ardón al noreste, Jabares de los Oteros al este, Cabreros del Río al sureste, Benazolve al sur, Villibañe, Vallejo y Villagallegos al suroeste, Valdevimbre al oeste y Fresnellino al noroeste.

## Población
Tras quedar desierto el pueblo se ha instalado una familia